# Franz Westhoven
Franz Westhoven (Ludwigshafen am Rhein, 7 dicembre 1894 – Heidelberg, 9 ottobre 1983) è stato un generale tedesco della Wehrmacht durante la seconda guerra mondiale nella quale comandò numerose panzer-divisionen, venne anche decorato con la Croce di Cavaliere della Croce di Ferro.

## Biografia
Westhoven servì nell'ufficio del personale della Wehrmacht agli inizi della seconda guerra mondiale, vi rimase dal 1934 al 1940, quando prese il comando del 1º reggimento fucilieri, il 1º novembre 1939 venne promosso al grado di Oberst (Colonnello), e guido tale unità durante l'Operazione Barbarossa come parte della 1. Panzer-Division nell'Heeresgruppe Nord. Nel febbraio 1942 prese il comando della 3ª Brigata fucilieri, che in seguito divenne la 3. Panzergrenadier-Brigade. Il 1º ottobre 1942 gli fu affidato il comando della 3. Panzer-Division. il 1º maggio 1943 venne promosso al grado di Generalleutnant (Generale di corpo d'armata),  venne ferito in combattimento il 20 ottobre 1943.
il 1º febbraio 1944 ritornò in servizio attivo, e servì come aiutante sotto il suo mentore Leo Geyr von Schweppenburg nella 5. Panzerarmee. In seguito ebbe due comandi in Francia (la 21. Panzer-Division dall'8 marzo all'8 maggio 1944 e la 2. Panzer-Division dal 5 maggio al 26 maggio 1944). Finì la guerra come ispettore generale delle truppe corazzate (agosto 1944-1945) e comandante delle scuole delle truppe corazzate (1945).